# Beth Rivkah
Beth Rivkah (en hebreu: בית רבקה) (en català: "La Casa de Rebeca"), formalment coneguda com a Escoles Associades Beth Rivkah, és un sistema escolar privat per a nenes afiliat al moviment hassídic Jabad-Lubavitx. Va ser establert en 1941 pel Rabí Iosef Itzjak Schneerson, el sisè Rebe de Lubavitx, i desenvolupat pel seu gendre, el Rabí Menachem Mendel Schneerson, el setè Rebe de Lubavitx. L'escola insígnia en Crown Heights, Brooklyn, inclou un departament d'infància primerenca, una escola primària, una escola secundària i un seminari de capacitació de mestres. Altres sucursals es troben a Mont-real, Quebec, Canadà; Erris, França; Melbourne, Austràlia; Casablanca, el Marroc; i Kfar Habad, Israel.

## Alumnes
Moltes nenes de Lubavitx assisteixen al sistema escolar de Beth Rivkah des del primer grau fins al dotzè. Els estudiants del seminari de formació de mestres d'un o dos anys de durada tenen l'opció d'obtenir un certificat d'ensenyament, que pot ser utilitzat tant a les escoles jueves de Habad com a les escoles no jueves.
Les escoles Beth Rivkah accepten a totes les estudiants jueves sense importar la seva afiliació religiosa o el seu nivell educatiu. També accepta a estudiants que no poden pagar la matrícula completa. L'escola ha evitat el dèficit financer a causa de la seva política de matrícula. Al setembre de 2014, les divisions de preescolar, primària i secundària no van obrir a temps per al semestre de tardor a causa de dificultats financeres; el centre d'infància primerenca, finançat pel govern, no es va veure afectat.
Les escoles Beth Rivkah tenen un codi de vestimenta, la vestimenta de les alumnes i les professores ha de complir amb les lleis jueves de modèstia (tzinut). En 2012, l'escola de Crown Heights va ordenar als estudiants que eliminessin els seus comptes de Facebook o s'enfrontessin a l'expulsió. Atès que moltes nenes es diuen Chaya Mushka en honor de la Rebbetzin del setè Rebe de Lubavitx, les mestres criden a les seves alumnes pels seus cognoms.

## Nom
El sisè Rebe de Lubavitx va triar el nom de Beth Rivkah en honor de la seva àvia, la Rebbetzin Rivkah Schneersohn, esposa del quart Rebe de Lubavitx el Rabí Samuel Schneersohn.

## Ubicació
Beth Rivkah de Crown Heights està distribuïda en dos campus. El centre d'infància primerenca i l'escola primària estan situats al Campus Chomesh en el 470 de l'Avinguda Lefferts. L'escola secundària, el seminari de capacitació de mestres i les oficines administratives estan situades al número 310 del carrer Crown.

## Història
L'escola primària per a nenes Beth Rivkah va ser establerta pel rabí Iosef Itzjak Schneersohn en Brooklyn, Nova York, en 1941, dos anys després d'haver fundat la primera ieixivà per a nens en aquella ciutat. La inscripció inicial d'uns 30 estudiants es va aplegar en una botiga llogada. L'escola secundària va ser establerta en 1955, i el seminari de formació de mestres va obrir les portes a Crown Heights en 1960.
Les divisions de les escoles primàries i secundàries van experimentar un creixement significatiu des de finals de la dècada de 1950 fins a la dècada de 1970 degut a l'alta taxa de natalitat entre les famílies de Lubavitx, i a l'afluència de refugiats jueus soviètics i iranians que van arribar aleshores a la ciutat de Nova York. A principis de la dècada de 1980, la matrícula superava els 600 estudiants.
En 1988, el setè Rebe de Lubavitch va presidir una cerimònia de col·locació de la primera pedra del campus Chomesh, que ell va establir com un monument en honor de la Rebbetzin, Chaya Mushka Schneerson, que va morir en 1988. El campus, de quatre pisos i 11.600 m2 (125.000 peus quadrats), ocupa l'emplaçament de l'antic Hospital General Lefferts i dues estructures adjacents, cobrint gairebé una poma de la ciutat. El campus té capacitat per més de 2.000 estudiants amb prop de 100 aules, així com laboratoris de ciències, centres de computació, biblioteques, un gimnàs esportiu i un pati d'esbarjo en el terrat. El filantrop Ronald Perelman va donar gairebé la meitat del finançament de 15 milions de dòlars per al campus, que va obrir les portes en 1995.

## Pla d'estudis
L'escola està en funcionament sis dies a la setmana, excloent el Shabat (dissabte), i la tarda del divendres, per donar temps a realitzar els preparatius del Shabat.[8] La jornada escolar és de 9.00 a 16.00 hores, amb una pausa de mitja hora per a l'esmorzar. Els estudis judaics, incloent la Bíblia, el Midraix, la llei jueva, la història jueva, l'idioma hebreu, l'idioma yidis i els escrits dels Rebes de Jabad s'ensenyen als matins. Les assignatures seculars com a anglès, matemàtiques, geografia, ciències i història americana s'ensenyen a les tardes. Mentre que en dècades anteriors l'idioma d'instrucció era el yidis, ara l'escola ensenya les assignatures religioses en hebreu i les assignatures seculars en anglès. El yidis s'ensenya com a segona llengua. Una assignatura opcional en yidis s'ofereix en primer grau.
Com a escola privada certificada per l'Estat de Nova York, Beth Rivkah està obligada a ensenyar ciències (biologia i química), història (Estats Units i història mundial), literatura anglesa i matemàtiques (àlgebra, geometria i trigonometria), entre altres matèries. Per a la ciència de cinquè grau i la història del món de sisè grau, no obstant això, els educadors de Habad eviten els fullets i llibres de text exigits per l'estat i en el seu lloc utilitzen material que recullen d'una varietat de fonts per complir amb les creences religioses del moviment jasídico. A l'escola secundària, on la Junta de Regents de Nova York exigeix que els estudiants estudiïn a partir de llibres de text específics, els mestres afegeixen les seves pròpies anotacions a les pàgines que descriuen teories com el big-bang i l'evolució per informar als estudiants sobre el punt de vista de la Torà sobre aquests temes. Les novel·les que es llegeixen a les classes de literatura anglesa també són examinades per determinar si compleixen amb la filosofia i les creences religioses de Habad.
Els mestres de Beth Rivkah emplean tècniques pedagògiques tals com a "treball en equip, l'aprenentatge cooperatiu i els mètodes d'intel·ligència múltiple", i assisteixen a tallers regionals i nacionals patrocinats per Habad per millorar els seus mètodes pedagògics.

## Campament d'estiu
L'escola de Crown Heights duu a terme un campament de 7 setmanes en les instal·lacions cada estiu per a preescolars fins al setè grau. El campament està dividit en tres divisions: el camp dels nens (Pre-1A), la divisió dels joves (Graus 1 i 2) i la divisió dels majors (Graus 3 a 7).

## Sucursals
El setè Rebe de Lubavitx, Menachem Mendel Schneerson, va fundar altres branques de Beth Rivkah a Yerres, França; Mont-real, Quebec, Canadà; Melbourne, Austràlia; Casablanca, Meknès, Sefrou, al Marroc, i Kfar Chabad, a Israel, en les dècades de 1940 i 1950. En 1967, hi havia 98 escoles Beth Rivkah arreu del món, amb 40.000 estudiants matriculades.

### Yerres, França
L'escola Beth Rivkah està situada en la comuna francesa de Yerres. El centre va obrir les portes en 1947. L'escola consisteix en un departament de primera infància, una escola primària, una escola secundària i un seminari femení. També hi ha una secció per als nois. L'any 2015, hi havia un total de 600 alumnes matriculades.

### Mont-real, Quebec, Canadà
L'Acadèmia Beth Rivkah de Mont-real va obrir les portes en 1956. En 1967 va obrir una instal·lació per 500 estudiants, amb dormitoris per 180 persones. A partir de 2015, la inscripció en el departament d'infància primerenca, a l'escola primària i en la secundària és de 600 estudiants, amb edats que van des dels 18 mesos d'edat fins als 18 anys. Aproximadament el 10 % per cent dels estudiants són alumnes immigrants, i hi ha un percentatge significatiu d'estudiants amb necessitats especials en els departaments de l'escola primària i la secundària. A més d'oferir estudis religiosos i seculars, l'acadèmia és una escola acreditada de llengua francesa.

### Melbourne, Austràlia
El col·legi femení Beth Rivkah va ser establert en 1956. Forma part de la xarxa educativa del Centre Ieixivà, que inclou el Col·legi Ieixivà per a nens fundat en 1954. El col·legi femení Beth Rikvah consisteix en una escola preescolar, primària i secundària per a nenes. Una escola germana, Ohel Chana, és un seminari de formació de mestres. Tant Beth Rivkah com el col·legi ieixivà matriculen a estudiants de famílies de membres de Habad.

### Marroc
Les escoles Beth Rivkah es van establir a Casablanca, Meknes i Sefrou, al Marroc, a mitjans de la dècada de 1950. Segons una enquesta de 1956, aquestes escoles tenien una matrícula combinada de 374 estudiants aquell any. Amb la migració dels jueus marroquins a Israel i a França en la dècada de 1950, la ieixivà de Lubavitx per a nens, Oholei Yosef Yitzchok, i l'escola Beth Rivkah per a nenes es van establir a Casablanca, i es van obrir dormitoris per allotjar a estudiants d'altres indrets. En 1980, l'escola Beth Rivkah comptava amb unes 300 alumnes.

### Israel
El col·legi Beit Rivkah està situat a Kfar Habad, a Israel, i va obrir les portes en 1957. Originalment era un institut de formació de mestres, el centre va evolucionar fins a esdevenir un seminari i després un col·legi de mestres que atorga títols de Batxillerat i Administració d'empreses. En 2010, la matrícula era de 1.000 estudiants a Kfar Habad i a les sucursals de Jerusalem i Safed.